# دراشغفت (مقاطعة تشرداول)
دراشغفت (بالفارسية: دراشگفت) هي قرية تقع في قسم شباب الريفي (مقاطعة تشرداول) في إيران. يقدر عدد سكانها بـ 471 نسمة .